# Mirko Marjanović
Mirko Marjanović (* 27. Juli 1937 in Knin, Kroatien; † 21. Februar 2006 in Belgrad) war ein serbischer Politiker und von 1994 bis 2000 Ministerpräsident Serbiens.

## Leben
Marjanović begann nach dem Schulbesuch zunächst ein Studium an der Musikhochschule Zagreb, das er jedoch nicht abschloss. Danach begann er ein Studium an der Fakultät für Wirtschaftswissenschaften mit dem Schwerpunkt Mikroökonomie an der Universität Belgrad, das er 1960 abschloss. Anschließend kehrte er in seine Geburtsstadt zurück und wurde Supervisor einer Fabrik in Knin sowie anschließend Finanzdirektor eines metallurgischen Betriebes in Zenica. 1973 wechselte er in die Moskauer Außenstelle von Progres, einem Import-Export-Unternehmen, das lukrative Verträge mit Erdöl, Erdgas und Mineralien aus Russland aushandelte. 1976 wurde er zunächst Direktor und war schließlich von 1979 bis 2002 Generaldirektor von Progres. Daneben fungierte er auch als Direktor der jugoslawischen Handelskammer. Er engagierte sich auch als Sportfunktionär und war zeitweise sowohl Vizepräsident des Fußballverbandes Jugoslawiens als auch Präsident des Fußballvereins FK Partizan Belgrad.
Neben seiner beruflichen Laufbahn wurde Marjanović als Nachfolger von Nikola Šainović am 18. März 1994 Ministerpräsident von Serbien. Dieses Amt übte er nach einer Wiederwahl 1998 bis zum 24. Oktober 2000 aus. In seine Amtszeit fiel der im Januar 1998 begonnene Kosovokrieg, wobei er die Lage falsch einschätzte und zunächst davon ausging, dass die bewaffneten ethnischen albanischen Separatisten der UÇK im Kosovo geschlagen seien. Der Konflikt in der aufsässigen Provinz Serbiens begann tatsächlich aber erst. 
Nachdem eine prodemokratische Bewegung den autokratisch regierenden Präsidenten der Bundesrepublik Jugoslawien Slobodan Milošević am 5. Oktober 2000 gestürzt und mit Vojislav Koštunica am 7. Oktober 2000 einen neuen demokratischen Präsidenten eingesetzt hatte, trat Marjanović am 24. Oktober 2000 als Ministerpräsident zurück und wurde von Milomir Minić abgelöst. Zuletzt übernahm er von Vlajko Stojiljković am 11. Oktober 2000 auch kommissarisch das Amt des Innenministers und war als solcher bis zu seinem Rücktritt am 24. Oktober 2000 auch für die serbische Polizei zuständig.
Marjanović war über lange Zeit ein enger Vertrauter Miloševićs, verlor jedoch dessen Gunst, nachdem dieser 2001 wegen der Führungsrollen in den Jugoslawienkriegen an den Internationalen Strafgerichtshof für das ehemalige Jugoslawien in Den Haag ausgeliefert wurde. Aus seiner Haftzelle heraus ernannte Milošević ihn zwar noch zum Vorsitzenden der Sozialistischen Partei Serbiens (Socijalistička Partija Srbije), entband ihn aber bereits 2002 wieder von dieser Funktion.